# Dick Been
Dick Been est un footballeur néerlandais, né le 28 décembre 1914 à Amsterdam et mort le 20 mai 1978 dans la même ville,,.

## Biographie
Il joue dans le club de l'Ajax Amsterdam puis du Hambourg SV.
Lui et son coéquipier à l'Ajax Wim Anderiesen sont convoqués par l'entraîneur néerlandais Bob Glendenning pour disputer à la Coupe du monde 1938 en France. Mais Been ne joue finalement pas un seul match.